# Catharina Alida Mispelblom Beijer
Catharina Alida van Waveren-Mispelblom Beijer (Zutphen, 26 november 1884 – Bloemendaal, 19 juli 1971) was een Nederlands tekenaar en graficus.

## Leven en werk
Mispelblom Beijer was een dochter van Hendrik David Mispelblom Beijer, heer van Zuid-Scharwoude, distillateur, wethouder en lid van de Gelderse Provinciale Staten, en jkvr. Johanna Philippina Wilhelmina Coenen, lid van de familie Coenen. Ten tijde van haar geboorte was haar grootvader jhr. Hendrikus Albertus Diederik Coenen burgemeester van Zutphen. Mispelblom Beijer verhuisde in 1905 naar Amsterdam, waar ze werd opgeleid aan de Rijksakademie van beeldende kunsten in Amsterdam, als leerling van August Allebé, Antoon Derkinderen en Pieter Dupont. Toen koningin Wilhelmina in 1908 de Rijksakademie bezocht, kreeg ze van Duponts graveerklas een boekje met etsen aangeboden, waarin ook werk van Mispelblom was opgenomen. De koningin kreeg een jaar later, ter gelegenheid van de aanstaande geboorte van prinses Juliana, de Amsterdamse wieg aangeboden. Bij de wieg hoort een ingelijste oorkonde, de lijst is voorzien van houtsnijwerk van Louise Beijerman en gegraveerd ivoor van Mispelblom.
Mispelblom tekende, etste en maakte gravures. Na de afronding van haar studie verhuisde ze naar Haarlem. Ze trouwde er in 1914 met graanhandelaar Wijnand van Waveren (1880-1957), president-directeur Van Waveren's Kon. Graanhandel N.V. Uit het huwelijk werden twee kinderen geboren.
De kunstenares overleed op 78-jarige leeftijd en werd op 22 juli 1971 begraven op begraafplaats Westerveld in Driehuis.